# Wilhelm Türk (Mediziner)
Wilhelm Türk (* 2. April 1871 in Wiese, Österreichisch-Schlesien; † 20. Mai 1916 in Wien) war ein österreichischer Hämatologe.

## Leben
Wilhelm Türk war ein Sohn des Wundarztes und deutschnationalen, antisemitischen Politikers Karl Türk. Nach Besuch des Gymnasiums in Troppau studierte er ab 1889 an der Universität Wien Medizin und wurde 1895 promoviert. Am Allgemeinen Krankenhaus Wien war er von 1897 bis 1904 Assistent bei dem Internisten Edmund von Neusser und begann sich für das Fachgebiet der Hämatologie zu interessieren. Im Jahr 1903 habilitierte er sich für Innere Medizin, 1905 wurde er Primararzt am Wiener Kaiser-Franz-Josef-Spital. 1912 wurde er zum Titularprofessor, 1915 zum außerordentlichen Professor an der Universität Wien ernannt. Im Ersten Weltkrieg leitete er die Infektionsabteilung des Kriegsspitals, das an das Kaiser-Franz-Joseph-Spital angegliedert war. 
Die türkschen Reizformen und die türksche Kammer sind nach ihm benannt. 
Während seines Studiums wurde er Mitglied des Vereins deutscher Studenten aus Schlesien Oppavia im Waidhofener Verband. Er wurde am Wiener Zentralfriedhof bestattet.

## Schriften
- Vorlesungen über klinische Hämatologie, 2 Bände, 1904/12